# Glamour of the Kill
Glamour of the Kill — мелодик-металкор группа из Йорка, Великобритания.

## История
Изначально известные как The Red Room Theory с 2004 по 2006 год, они сменили название на предложенное другом Glamour Of The Kill.
Группа стала популярной во многом благодаря журналу Metal Hammer, который оценил их дебютный альбом оценкой 10/10. Это привело к турам вместе с Bullet For My Valentine, Darkest Hour, Avenged Sevenfold.

### 2008
2008 год ознаменовался рядом событий в жизни группы, а именно: ребята подписали контракт с Siege of Amida Records и выпустили еще один EP под названием «Glamour Of The Kill», в котором содержится переизданная версия популярного трека предыдущего EP «Rise From Your Grave». Этот EP также получил высокие оценки от критиков по всей Великобритании. Также Glamour of the Kill представлены в номинации Best British Newcomer журнала Kerrang!
Они также выступили на главной сцене Download Festival.

### 2009—2010
Они также участвовали в туре, совместном с Dragonforce и объявили тур под названием «Tour In For The Kill», который проходил в марте 2010 года. Летом 2009 года, GOTK играли на сцене Sonisphere, European festival, хэдлайнерами которого были Metallica и Linkin Park.

### 2011
6 ноября группа объявила имя для своего дебютного полноформатного альбома: «The Summoning».

### 2014
В ноябре вышел EP под названием: «After Hours», этот EP стал заключительным, ибо в 2015 году группа объявила о своём распаде.

### 2025
Группа объявила о своем возвращении и выпустили сингл Grace of God

## Состав
- Chris Gomerson — гитара, бэк-вокал (2007—present)
- Mike Kingswood — гитара, бэк-вокал (2007—present)
- Davey Richmond — вокал, бас-гитара (2007—present)
- Ben Thomson — ударные, бэк-вокал (2007—present)

## Дискография
Студийные альбомы
- The Summoning (2011)
- Savages (2013)

EP
- Through the Darkness They March (2007)
- Glamour of the Kill (2008)
- After Hours (2014)

Compilations
- Maiden Heaven: A Tribute to Iron Maiden, 2 Minutes to Midnight. (16 July 2008)